# A Discovery of Witches
 (novembre 2018).
Si vous disposez d'ouvrages ou d'articles de référence ou si vous connaissez des sites web de qualité traitant du thème abordé ici, merci de compléter l'article en donnant les références utiles à sa vérifiabilité et en les liant à la section « Notes et références ».
A Discovery of Witches, ou Le Livre perdu des sortilèges en vidéo, en France et au Québec, est une série télévisée britannique en 25 épisodes de 45 minutes adaptée du roman éponyme de Deborah Harkness, et diffusée entre le 14 septembre 2018 et le 7 janvier 2022 sur la chaine Sky One.
En France, elle est diffusée à partir du 19 mars 2019 Syfy France,, et au Québec depuis le 7 novembre 2019 sur Club Illico. Elle reste inédite dans les autres pays francophones jusqu'à sa diffusion en 2025 sur Netflix. La série est disponible en VOD sur Canal VOD, Google Play et Orange 24/24 vidéo.

## Synopsis
Diana Bishop, historienne à l'Université d'Oxford et descendante d'une grande lignée de sorcières, ne peut plus renier ses pouvoirs lorsqu'elle tombe par mégarde sur un livre ensorcelé. L'étrange magie contenue dans ce livre va attirer beaucoup d'autres créatures qui vivent depuis toujours cachées au beau milieu des humains. Malgré les tensions entre sorcières, démons et vampires, Diana va se tourner vers un vampire âgé de plus de 1 500 ans, Matthew de Clairmont, un scientifique d'Oxford étudiant les origines des créatures. Ensemble, ils chercheront des réponses sur ce fameux livre disparu et sur son lien avec Diana et feront face à d'autres créatures, prêtes à tout pour mettre la main sur ce livre.

## Distribution

### Acteurs principaux
- Teresa Palmer (VFB : Helena Coppejeans) : Diana Bishop, sorcière et historienne à Oxford.
- Matthew Goode (VFB : David Manet) : Matthew Clairmont, vampire et chercheur en biochimie à Oxford.
- Edward Bluemel (en) (VFB : Django Schrevens) : Marcus Whitmore, fils vampire de Matthew Clairmont, médecin.
- Louise Brealey (VFB : Marielle Ostrowski) : Gillian Chamberlain, sorcière, collègue de Diana à Oxford.
- Malin Buska (VFB : Alicia Frochisse) : Satu Järvinen, sorcière et membre de la congrégation.
- Aiysha Hart (VFB : Maia Baran) : Miriam Shephard, vampire et chercheuse en biochimie avec Matthew Clairmont.
- Owen Teale (VFB : Michel de Warzée) : Peter Knox, puissant sorcier et membre de la congrégation.
- Alex Kingston (VFB : Francine Laffineuse) : Sarah Bishop, sorcière et tante de Diana.
- Valarie Pettiford (VFB : Bernadette Mouzon) : Emily Mather, sorcière et partenaire de Sarah Bishop.
- Gregg Chillin : Domenico Michele, vampire et membre de la Congrégation
- Elarica Gallacher : Juliette Durand, vampire, ex de Matthew Clairmont. (saison 1)
- Greg McHugh (en) : Hamish Osborne, démon, avocat et ami de Matthew.
- Trevor Eve (VFB : Philippe Résimont) : Gerbert d'Aurillac, vampire et membre de la Congrégation.
- Daniel Ezra : Nathaniel Wilson, démon, fils d'Agatha Wilson.
- Aisling Loftus (VFB : Alicia Duquesnes) : Sophie Norman, démon, partenaire de Nathaniel Wilson / Susanna Norman, une sorcière. (saison 2)
- Tanya Moodie (en) : Agatha Wilson, démon et membre de la congrégation.
- Sorcha Cusack (VFB : Myriam Thyrion) : Marthe, vampire et servante des De Clermont.
- Trystan Gravelle (saisons 1 et 2) / Peter McDonald (en) (saison 3) (VFB : Pierre Lognay) : Baldwin Montclair/de Clermont, frère vampire de Matthew Clairmont et fils vampire de Philippe de Clermont et membre de la congrégation.
- Lindsay Duncan (VFB : Jacqueline Ghaye) : Ysabeau de Clermont, mère vampire de Matthew Clairmont et femme de Philippe de Clermont.
- Holly Aird (en) (VF : Monique Clémont) : Françoise (saison 2)
- Tom Hughes (VFB : Philippe Allard) : Christopher « Kit » Marlowe, ami proche de Matthew en 1590. (saison 2)
- Michael Lindall (VF : Fabian Finkels) : Walter Raleigh (saison 2)
- Sheila Hancock (VFB : Françoise Villiers) : Goody Alsop, sorcière et professeur de Diana Bishop en 1590. (saison 2)
- Paul Rhys (VFB : Olivier Bony) : le père Andrew Hubbard, vampire. (saisons 2 et 3)
- Steven Cree : Gallowglass, neveu de Matthew Clairmont. (saisons 2 et 3)
- Adelle Leonce : Phoebe Taylor, petite amie de Marcus. (saisons 2 et 3)
- Elaine Cassidy : Louisa de Clermont, sœur vampire de Matthew Clairmont. (saison 2)
- James Purefoy : Philippe de Clermont, père vampire de Matthew Clairmont et mari d'Ysabeau de Clermont. (saison 2)
- Michael Jibson (en) : Rodolphe II (saison 2)
- Olivier Huband : Fernando Gonçalves, époux de Hugh De Clermont (fils aîné de Philippe De Clermont et frère de Matthew). (saison 3)
- Jacob Ifan (en) : Benjamin Fuchs, vampire créé par Matthew. (saison 3, invité saison 2)
- Toby Regbo : Jack Blackfriars, fils adoptif de Matthew et Diana. (saison 3)
- Ivanno Jeremiah (en) : Chris Roberts, scientifique et ami de Diana. (saison 3)
- Parker Sawyers : Ransome Fayrweather, fils vampire de Marcus vivant à la Nouvelle Orléans. (saison 3)

### Acteurs récurrents et invités

#### Saison 1
- Tomiwa Edun (en) : Sean, employé à la bibliothèque Bodléienne d'Oxford.
- Sophia Myles : Rebecca Bishop, sorcière, mère de Diana. (saisons 1 et 2)
- David Newman : Stephen Proctor, sorcier, père de Diana. (saison 1, invité saison 2)
- Chloé Dumas : Meridiana, puissante sorcière et captive de Gerbert d'Aurillac.
- Michael Culkin : Pr Marsh, professeur à Oxford.

#### Saison 2
- Milo Twomey : Pierre
- Adam Sklar : Henry Percy
- Barbara Marten : Élisabeth Ire
- Adrian Rawlins : William Cecil
- Amanda Hale (en) : Mary Sidney
- Struan Rodger (en) : John Dee
- Anton Lesser : le rabbin Loew
- Lois Chimimba : Catherine Streeter
- Amy McAllister (en) : Marjorie Cooper
- Victoria Yeates : Elizabeth Jackson

#### Saison 3
- Genesis Lynea (en) : Geraldine Newcopse, fille vampire de Marcus vivant à la Nouvelle Orléans.
- Shobu Kapoor (en) : Linda Crosby, une sorcière.
- Paul Sharma : T. J. Weston

## Contexte
Tout comme le livre, la série suit le parcours chaotique de Diana Bishop face à son destin de sorcière, qu'elle a longtemps renié. Faisant face à une menace persistante, tant des vampires que de ses propres semblables, Diana va s'allier à un vampire vieux de plusieurs centaines d'années afin de découvrir l'origine du livre de la vie.

## Production
La première saison comporte huit épisodes retraçant le premier livre.
Le 2 novembre 2018, Sky One a renouvelé la série pour une deuxième et troisième saison. Le schéma narratif des saisons 2 et 3 est le même, comportant respectivement dix et sept épisodes.
À la suite de la grossesse de Teresa Palmer, le tournage de la saison 2 devant commencer à l'été 2019 avait été repoussé.
La série est également diffusée en Nouvelle-Zélande et en Australie depuis novembre 2018 et sera disponible à partir du 17 janvier 2019 aux États-Unis et au Canada sur les services SundanceNow et Shudder (appartenant à AMC). En raison de la grande popularité en ligne de la série, AMC Networks annonce en février 2019 la diffusion à la télévision à partir du 7 avril 2019 en simultané sur la chaîne AMC et BBC America.

## Épisodes

### Première saison (2018)
Les épisodes, sans titre, sont numérotés de un à huit.

#### Épisode 1
Diana Bishop est une sorcière qui a rejeté son héritage magique. Elle a été élevée par ses tantes Sarah et Emily après que ses parents aient été tués par des humains qui craignaient leurs pouvoirs. Historienne accomplie occupant un poste permanent à l'Université de Yale, Diana poursuit actuellement un projet de recherche à Oxford. Pendant ses études à la Bodleian Library, elle attire l'attention des sorcières, des vampires et des démons après avoir convoqué le manuscrit manquant Ashmole 782, longtemps pensé pour contenir des informations sur l'origine des espèces surnaturelles.
Le biochimiste Matthew Clairmont, un vampire, est d'abord attiré par Diana à cause du livre, mais leurs rencontres va déclencher quelque chose chez les deux protagonistes.

#### Épisode 2
Matthew quitte Oxford pour rendre visite à un ami démon, Hamish, afin de chasser pendant quelques jours et se changer les idées.
En parallèle, Diana est approchée par le sorcier Peter Knox, qui s'intéresse également à Ashmole 782. Cet homme est bien plus persistant que Matthew. Diana se retrouve bientôt traquée par Satu, une sorcière finlandaise alliée à Knox, et trahie par son amie Gillian.
N'ayant personne d'autre vers qui se tourner, Diana demande l'aide de Matthew. Il la présente à ses camarades vampires Marcus et Miriam et révèle qu'ils étudient l'ADN des créatures pour savoir pourquoi les trois espèces surnaturelles sont en déclin.
Les vampires ne parviennent plus à engendrer, les sorcières sont beaucoup moins puissantes que leurs ancêtres et les démons sont de plus en plus enclin à la maladie mentale.

#### Épisode 3
Alors que les créatures continuent d’affluer vers la bibliothèque Bodleian dans l'espoir qu'Ashmole 782 reviendra, Matthew distrait Diana avec un voyage chez lui. Il la teste et confirme son soupçon : elle utilise la magie instinctivement et non consciemment.
Un jeune couple de démons, Nathaniel et Sophie, tente de rejoindre d'autres personnes de leur espèce en ligne. La mère de Nathaniel, Agatha, membre de la Congrégation, les met en garde contre le fait de pousser pour un changement radical.
Diana invite Matthew à dîner mais le met involontairement mal à l'aise. Le lendemain, elle reçoit des photos de la scène du meurtre de ses parents, une menace de Knox. Elle va le confronter lui et ses alliés sorciers au Bodleian, invoquant « un vent sorcier », une puissante force élémentaire qu'elle ne peut pas contrôler. Matthew vient à son aide et décide de l'emmener dans sa maison familiale en France.

#### Épisode 4
Matthew et Diana arrivent à Sept-Tours pour un accueil glacial de Ysabeau, la mère de Matthew, qui hait les sorcières pour leur implication dans la mort de son mari Philippe pendant la Seconde Guerre mondiale.
La Congrégation se joint pour une réunion d'urgence où Knox accuse Matthew d'avoir kidnappé Diana.
Baldwin, chef de la secte des vampires et frère de Matthew, est pris au dépourvu et appelle Marcus, qui se révèle être le fils de Matthew.
Marcus raconte à Baldwin l'implication de Diana dans l'invocation d'Ashmole 782, également appelé le Livre de la Vie.
Matthew, après avoir examiné les photos envoyées à Diana, se rend compte qu'elles ont été mises en scène et que ses parents ont été tués par d'autres sorcières.
Le vampire Domenico arrive à Sept-Tours avec un avertissement officiel de la Congrégation. Il voit également que Matthew et Diana se sont rapprochés et les accuse de rompre l'alliance, une règle qui interdit les relations inter-espèces. Diana dit à Matthew qu'elle l'aime, mais il la repousse et part pour Oxford après avoir appris un cambriolage dans son laboratoire. Les larmes de Diana produisent de « l'eau de sorcière », une autre capacité puissante et rare.

#### Épisode 5
Matthew examine le laboratoire et reconnaît l'odeur de l'intrus. Il confronte Gillian et boit son sang, accédant à ses souvenirs de l'effraction.
De retour à Sept-Tours, Ysabeau emmène Diana à la chasse pour lui montrer ce que les vampires doivent faire pour survivre, essayant de la décourager de poursuivre Matthew. Elle révèle également qu'en tant qu'être humain, Matthew avait une femme et un jeune fils qui sont morts lorsqu'une fièvre a balayé la ville.
Matthew reprend ses recherches et fait une découverte importante en comparant l'ADN de Diana à celui d'autres sorcières modernes. Il se précipite à Sept-Tours et déclare son amour à Diana. Il s’attend au rejet de sa mère, mais Ysabeau appelle Diana sa fille et jure de reprendre leur combat. Matthew montre à Diana ses résultats ADN, révélant qu'elle exprime tous les marqueurs génétiques qu'ils ont découverts chez les sorcières. Cette nuit-là, ils partagent un lit pour la première fois. Diana se réveille tôt et part faire un footing après avoir regardé longuement Matthew. Toutefois elle se fait attraper dans les airs par une personne invisible.

#### Épisode 6
Le ravisseur de Diana se révèle être Satu. Elle a conspiré avec Gerbert, l'un des vampires de la Congrégation qui veut utiliser Diana pour ses propres besoins.
Matthew découvre que Diana a disparu au même moment où Baldwin arrive à Sept-Tours, exigeant que Matthew lui remette la sorcière.
Satu torture Diana mais cela se retourne contre elle de manière inattendue, lui faisant perdre ses pouvoirs. Elle jette Diana dans un puits. Gerbert montre à Satu la sorcière dont il garde la tête dans une boîte, la menaçant du même sort, puis s'en va quand il entend un hélicoptère approcher. Satu s'enfuit avec la boîte et libère plus tard la sorcière captive, Meridiana.
Matthew et Baldwin arrivent au château abandonné. Diana se souvient très bien d'une histoire que ses parents lui ont racontée, qui détient la clé de son évasion. En entendant la voix de Matthew, elle convoque ses pleins pouvoirs et s'envole du puits. Alors qu'elle se rétablit à Sept-Tours, Baldwin se prépare à l'emmener à la Congrégation, mais Matthew invoque sa plus profonde loyauté envers les Chevaliers de Lazare. La manière dont les pouvoirs de Diana ont été libérés convainc Matthew et Ysabeau qu’elle avait déjà été envoûtée.

#### Épisode 7
Matthew et Diana quittent Sept-Tours et se rendent à la maison où Diana a grandi dans le nord de l'État de New York. Cette dernière réagit à leur présence et Diana explique qu’elle est hantée.
Baldwin bloque la Congrégation, laissant entendre que Satu a toujours Diana et remettant en question l’absence de Gerbert. Diana confronte Sarah sur le blocage de ses pouvoirs. Sarah est choquée, mais Emily avoue qu'elle le savait et l'a gardé secret. Ce sont les parents de Diana, Rebecca et Stephen, qui ont caché ses pouvoirs pour la protéger de la Congrégation.
Sarah essaie d'apprendre à Diana à contrôler sa magie. Emily révèle que Stephen était un marcheur du temps, un talent que Diana commence bientôt à manifester également.
À Londres, Agatha Wilson parle à Hamish de Nathaniel et Sophie et de leur possible lien avec Diana.
Pendant ce temps, en quête de révélation, Diana et Matthew reçoivent une enveloppe de Stephen contenant l'une des pages manquantes d'Ashmole 782. Cette dernière leur est apparue grâce à la maison ensorcelée.
La scène finale de l’épisode montre Diana testant sa capacité magique à sentir Matthew lorsqu'elle est soudainement confrontée au vampire Juliette, la fille de Gerbert et L'ancienne amante de Matthew.

#### Épisode 8
Juliette attaque Matthew et le blesse mortellement; Diana la tue d'un coup de « feu de sorcière ». Alors que Matthew est mourant, Diana fait appel à la déesse et fait un marché pour le sauver. Elle ouvre son poignet avec un couteau rituel et laisse Matthew se nourrir de son bras, puis de son cou. Marcus sauve la vie de Diana avec une transfusion sanguine.
Matthew suggère à Diana de voyager dans le temps, afin de se cacher de la Congrégation jusqu'à ce qu’elle apprenne à maîtriser ses pouvoirs. Pour cela, elle a besoin de trois objets de l'heure et de l'endroit où ils souhaitent aller.
Hamish récupère quelques objets de Sept-Tours et les apporte à la maison des Bishop, avec Sophie et Nathaniel. Sophie donne à Diana son héritage familial, une statue de la déesse Diana. C'est en fait une pièce d'échecs qui appartenait autrefois à Matthew.
La Congrégation se réunit pour décider du sort de Satu. Gerbert a convaincu Knox de se retourner contre Baldwin. Ils forcent un vote qui va finalement en faveur de Baldwin, mais il ne peut plus protéger son frère.
Matthew transfère la direction des Chevaliers de Lazare à Marcus et prend des dispositions pour qu'Ysabeau abrite les autres.
Diana et Matthew se préparent à voyager dans le temps à Halloween, juste au moment où leurs ennemis se rapprochent de la maison et n’interrompent le rituel.

### Deuxième saison (2021)
Les épisodes, sans titre, sont numérotés de un à dix. Elle est diffusée à partir du 8 janvier 2021.

### Troisième saison (2022)
Cette dernière saison a été mise en ligne le 8 janvier 2022 aux États-Unis sur Sundance Now, Shudder et AMC+.

## Thèmes

### Le christianisme et l’idée de pureté
La figure vampirique de Matthew de Clermont dans A Discovery of Witches ressemble grandement à celle de Edward Cullen dans Twilight dans la mesure où leurs rôles sortent de la norme qui était vue dans le cinéma d’époque. Auparavant, ces monstres étaient effrayés de l’église, de la religion chrétienne et de tous les symboles qui y faisaient référence. Alors que désormais, ils adhèrent au christianisme. Matthew est très vieux, il est âgé de plus de 1500 ans. Toute sa vie, la religion avait une place importante, et malgré sa transformation, il ne semble pas se détacher du christianisme.
La première saison de A Discovery of Witches et le comportement de Matthew tournent grandement autour de l’idée de désir. Notamment, Forasteros soutient que « les histoires de vampires sont toujours à propos de désir». La religion utilise ce monstre pour modeler cette envie comme quelque chose de monstrueux et de mal. De ce fait, comme mentionné dans l’article de Duran, les vampires « personnifient la peur du désir de l’Église». De plus, les vampires rappellent de très gros tabous pour la religion chrétienne, ils font référence à une rage prédatrice et un sadisme sexuel. Ainsi, il est bizarre d’observer un vampire s’associer à cette religion qui est en opposition avec tout ce qu’il est et représente.
Bien qu’il ne soit plus vierge depuis longtemps, Matthew attend tout de même de se marier à Diana avant d’avoir une relation sexuelle impliquant une pénétration. On fait alors face à un vampire qui respecte et semble vouloir garder une forme de « pureté ». De ce fait, il semble que Matthew tente de se rattacher et de retenir le plus possible ce qui lui reste de sa pureté. Ce vouloir se traduit ainsi en ayant des valeurs chrétiennes et « pures ».

### La sexualité
En revanche, cette abstinence et cette pureté sont totalement en contradiction avec la caractéristique première des vampires : celle de la morsure pour sucer le sang, pour se nourrir. C’est une action qui est à caractère extrêmement sexuel et qui comporte énormément de connotation d’excitations. Il s’agit d’une pénétration en soi.
Quelques jours après sa première rencontre avec Diana, Matthew se réfugie au chalet d’un de ses amis, qui se trouve loin dans les bois. Il explique à son ami qu’il « la désire » et que c’est la raison pour laquelle il s’éloigne d’elle. Puisque le personnage est un vampire, on comprend qu’il fait référence à son envie pour le sang de Diana. En revanche, les sentiments que Matthew éprouve pour cette dernière laissent évidemment aussi sous-entendre qu’il la désire physiquement et sexuellement. En effet, mordre un humain « promet une délicieuse intimité sexuelle » pour un vampire.
Matthew est un docteur en biologie, plus précisément en ADN. À un moment dans l’histoire, un de ses collègues se prépare à effectuer une prise de sang à Diana. Le vampire arrive à ce moment même et n’est pas particulièrement heureux de voir la scène qui se déroule sous ses yeux. Il croit que si quelqu’un doit faire cette prise de sang, cela devrait être lui. Ainsi, il pousse son collègue et poursuit la tâche qui avait été enclenchée.
Bien que cette action ne représente pas une réelle morsure, il est tout de même question de retirer manuellement du sang du corps de Diana. Matthew semble vouloir garder cet instant pour lui-même parce qu’il comprend la signification derrière la simple action. Celle-ci est grandement intime et sexuelle en elle-même pour un vampire, surtout un qui désire Diana comme celui-ci.

### L'animalité
Jean Rollin affirme que « Un vampire est comme un animal, un prédateur — sauvage, émotionnel, naïf, primitif, sensuel, pas très concerné avec la logique, animé par ses émotions». Le personnage de Matthew exprime souvent des propos et des comportements qui lui donnent une image animale. Lorsqu’il se trouve dans un état prédateur, il demande à Diana de passer doucement à côté de lui et de ne pas faire de mouvements brusques. Ne pas écouter ces deux dernières consignes donnerait vie à ses instincts sauvages et il aurait le désir incontrôlable de la chasser. Il est question de comportements qui sont extrêmement animaux.
Le concept de mating (accouplement) est très présent dans la série. Matthew et Diana deviennent des mates, c’est une notion qui fait particulièrement référence au royaume animal. Cela démontre ce que Jeffrey Weinstock affirme concernant les vampires, que « cachée sous la façade humaine est une énergie purement animale».
Comme plusieurs autres personnages vampiriques, Matthew tente de se nourrir principalement de sang animal. Quelques scènes le montrent en train d’observer ses proies comme le prédateur qu’il est. Ce dernier est accroupi au sol et analyse les mouvements du second être vivant à l’aide de ses sens particulièrement développés. Il chasse exactement comme un animal et apprécie également le jeu de poursuite. Anciennement, les vampires étaient aussi vus comme des chauves-souris, il n’est alors pas étonnant de les voir se fondre dans le royaume animal.

## Réception
La série a reçu un très bon accueil en Angleterre, où l'audience moyenne a été de 2 millions de spectateurs par épisode. La série a été un succès, tant critique que commercial. D'après Sky One, A Discovery of Witches est la série la plus regardée de l'année sur la chaîne.
À la suite de ces bons résultats, la première saison a été renouvelée pour deux saisons supplémentaires qui seront directement les adaptations des deux livres suivants de la série (L'École de la nuit et Le livre de la vie).